# スロウコア
スロウコア（Slowcore）は、ロックのジャンルの一種である。寒々とした暗いメロディと歌詞、抑制の効いたスローテンポのリズムにミニマリスティックなアレンジが施される。ギターはクリーンな音色でディストーションが控え目なものが通常だが、リバーブを効果的に扱うバンドも見られる。サッドコアという名称で同列に扱われることも多い。
コデインやロウといった、スリントやギャラクシー500らに影響を受けたバンドがこのジャンルの代表である。スロウコアは1990年代初頭、当時隆盛を誇ったグランジへの反発として始まったが、スロウコア・バンドの多くはグランジ勢に対し概ね知名度が低い。
グランジの衰退によりスロウコアのグランジに敵対するというステータスがなくなり、結果的にスロウコアも徐々に衰退するが、今日でも一部のオルタナティヴ・ロックやインディー・ロックのバンドにインスピレーションを与えるジャンルの一つである。